# Ramphodon naevius
Ramphodon naevius là một loài chim trong họ Chim ruồi.
Loài chim ruồi này sinh sống ở đông nam Brazil, thành viên duy nhất của chi Ramphodon. Thân dài khoảng 14–16 cm và là một trong những loài chim ruồi nặng nhất; mỏ thẳng và đầu mỏ cong. Loài chim này sinh sống trong các khu rừng ẩm ướt, nơi nó tích cực bảo vệ các tuyến đường kiếm ăn khỏi bị chiếm bởi các cá thể của loài của nó cũng như các loài chim ruồi khác. Loài chim này hiện đang được coi là gần bị đe dọa, vì nó có một phạm vi hạn chế trong rừng Atlantic bị đe dọa.

## Tham khảo

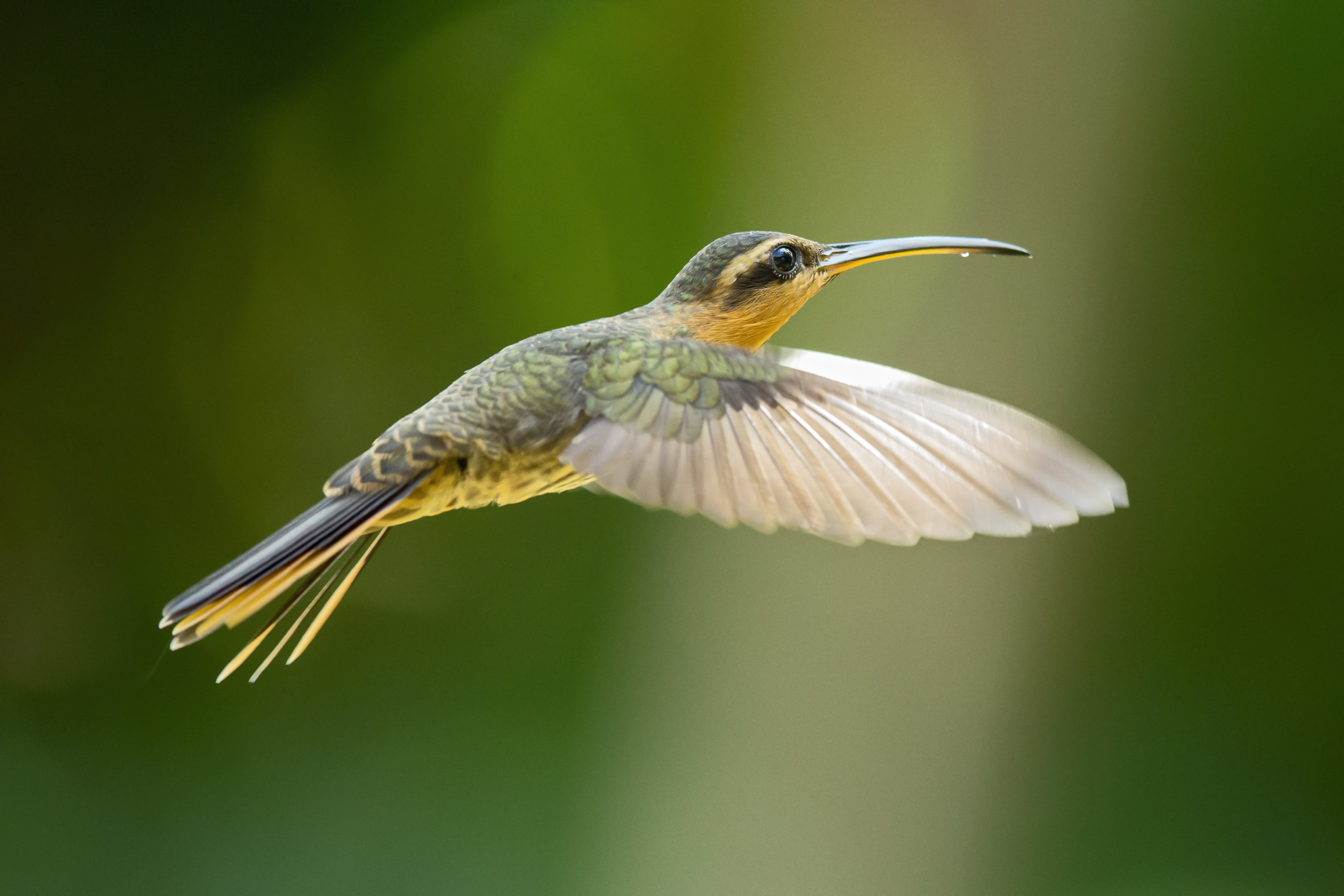